# Cala Morell
Cala Morell és una platja de l'illa de Menorca que es troba al nord del terme municipal de  Ciutadella.
Situada a la urbanització de nom homònim, és una platja de grava, que compta amb nombrosos replans de ciment des d'on els banyistes, sobretot locals, prenen el sol i neden. Per accedir a l'aigua es pot fer a través d'escales d'acer inoxidable de les de piscina.
Per accedir-hi cal agafar la Ronda Nord de Ciutadella direcció Cala Morell - Platges d'Algaiarens. A l'altura del desviament cal tirar cap a l'esquerra direcció a la urbanització. Està situada a 11 km del nucli urbà.
Molt a prop de la urbanització hi ha dos jaciments arqueològics molt interessants: el poblat de Cala Morell i la necròpolis de Cala Morell.

## Arquitectura de Cala Morell i la de les seves vil·les
La urbanització de Cala Morell, una de les més exclusives de l'illa de Menorca, conserva una arquitectura típica de cases blanques (totes elles amb jardí i la majoria amb piscina i també amb una barbacoa) amb un fanal tapat amb una cúpula de paret blanca, a més d'ullastrars amb direcció cap al nord per culpa del fort vent que en algunes ocasions a l'hivern hi bufa, que és respectada per totes les construccions que hi ha, només amb alguna petita excepció, com una casa construïda de marès.

## Urbanització de Cala Morell (el poblat)
Al poblat de Cala Morell s'hi troben alguns dels xalets més impressionants de la costa nord de Menorca, i de tota l'illa, juntament amb urbanitzacions com Binibèquer Vell, Binibèquer Nou, Punta Prima, i les urbanitzacions de Llevant com Cala Llonga al port de Maó, o les de Ponent com Sa Caleta a Ciutadella, a més de les urbanitzacions de S'Algar entre altres a Sant Lluís.